# Чакри
Чакри е настоящата управляваща династия в Тайланд.
Основана през 1782 г., династията Чакри поема властта, след като кралете на Аютая са победени от бирманците. Династичната промяна съвпада и с преместването на столицата от разрушената Аютая към новооснования Банкок като столица на кралството. Кралете Чакри приемат династичното име „Рама“ по решение на крал Рама III. От 1782 г. насам на трона се сменят десет крале. През 1932 г. абсолютната монархия се превръща в конституционна монархия, основана на британския модел. През 1939 г. Кралство Сиам се преобразува в Тайланд след военен преврат. След изключително дългото управление (70 години) на Рама IX неговият син Маха Ваджиралонгкорн го наследява през 2016 г. като Рама X.